# Varennes (Dordogne)
Varennes település Franciaországban, Dordogne megyében. Lakosainak száma 460 fő (2022. január 1.). Varennes Baneuil, Couze-et-Saint-Front, Lanquais, Saint-Agne és Saint-Capraise-de-Lalinde községekkel határos.

## Népesség
A település népessége az elmúlt években az alábbi módon változott:
| Lakosok száma | 383  | 424  | 377  | 445  | 452  | 458  | 467  | 472  | 463  | 460  |
|               | 1968 | 1982 | 1990 | 2006 | 2013 | 2015 | 2017 | 2019 | 2020 | 2022 |